# Volunteer Point

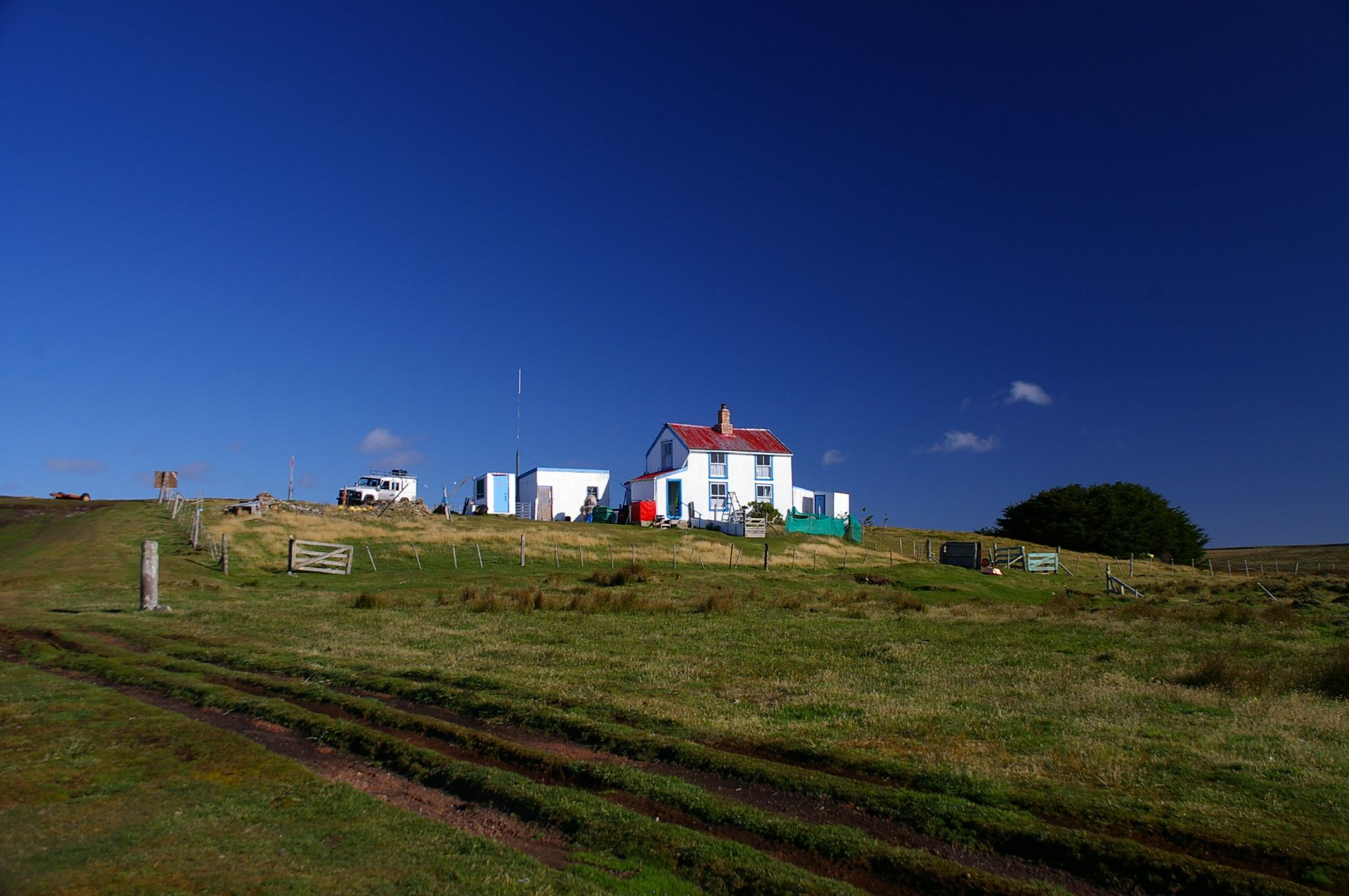
Moradia em Volunteer Point

Volunteer Point é um promontório na costa leste da Malvina Oriental, nas Ilhas Malvinas, a nor-nordeste de Stanley, e ao leste de Johnson's Harbour e do Canal de Berkeley.
Situa-se no final de uma península estreita, que protege a Lagoa Volunteer.

## Valor estratégico na Guerra das Malvinas
Volunteer Point é um dos pontos mais a leste nas ilhas, ainda que o Cabo Pembroke esteja ainda mais a leste. Durante a Guerra das Malvinas, os comandantes argentinos consideraram o local como um ponto potencial de desembarque para os britânicos, uma vez que ele estava distante das bases aéreas argentina no continente (por exemplo: Río Grande, Comodoro Rivadavia), e aqueles em Pebble Island, mas também um  ponto de apoio estratégico para qualquer força militar britânica que desejasse recuperar Stanley. No entanto, nesse caso, os desembarques britânicos ocorreram na Baía de San Carlos, a oeste da Malvina Oriental, no Canal de San Carlos.

## Vida selvagem

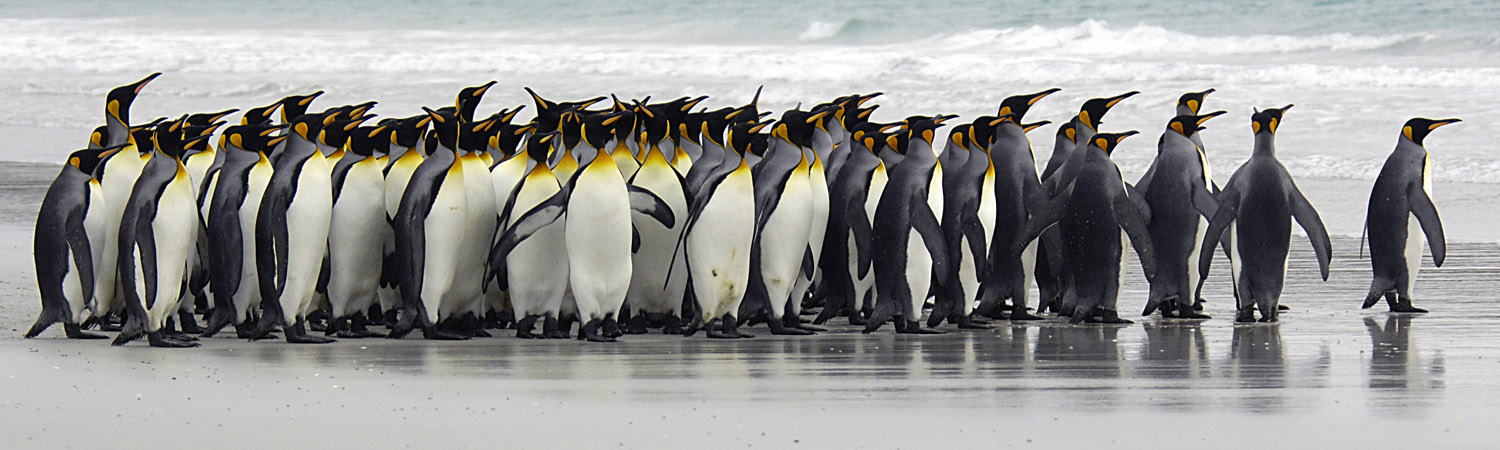
Pinguins-rei congregando-se na praia em Volunteer Point

Volunteer Point foi identificada pela BirdLife International como uma Zona Importante para Aves (IBA). Aves para as quais o local possui importância de conservação significado incluem o pato-vapor-das-malvinas (Tachyeres brachypterus) (75 casais reprodutores), ganso-de-cabeça-ruiva (Chloephaga rubidiceps) (100 casais), pinguins-gentoo (100 casais), os pinguins-de-magalhães (2000 casais) e o canário-de-bridão-branco (Melanodera melanodera).
Volunteer Point é notável por ter cerca de 150 casais de pinguins-rei reproduzindo-se na região, na parte mais setentrional da sua área. Os pinguins-rei quase foram extintos nas Malvinas e Volunteer Point concentra a maioria da população nas Malvinas. Há também elefantes-marinhos-do-sul.